# Grabels
Grabels är en kommun i departementet Hérault i regionen Occitanien i södra Frankrike. Kommunen ligger i kantonen Montpellier 10e Canton som tillhör arrondissementet Montpellier. År 2022 hade Grabels 9 060 invånare.

## Befolkningsutveckling
Antalet invånare i kommunen Grabels
Referens:INSEE